# Gouvernement Boye
Pour les articles homonymes, voir Boye.
Niasse II Seck I
Voici la composition du gouvernement de Mame Madior Boye formé au Sénégal le 4 mars 2001, sous la présidence d'Abdoulaye Wade. Il est révoqué le 4 novembre 2002 à la suite du naufrage du Joola et remplacé par le premier gouvernement Idrissa Seck.

## Composition du gouvernement
Premier ministreMame Madior Boye
Ministres
- Justice et garde des Sceaux, Basile Senghor
- Artisanat, Mines et Industrie, Landing Savané
- Énergie et Hydraulique, Abdoulaye Bathily
- Économie et Finances, Moctar Diop
- Affaires étrangères et Sénégalais de l’extérieur, Cheikh Tidiane Gadio
- Forces armées, Youba Sambou
- Intérieur, Mamadou Niang
- Famille et Solidarité nationale, Aminata Tall
- Enseignement supérieur et Recherche scientifique, Mame Moussé Diagne
- Éducation nationale chargé de l'Enseignement technique, Kansoumbaly Ndiaye
- Agriculture et Élevage, Pape Diouf
- Urbanisme et de l'Habitat, Cheikh Sadibou Fall
- Équipement, Transports terrestres et aériens, Mamadou Seck
- Santé, Abdou Fall
- Fonction publique, Emploi et Travail, Yéro Deh
- Environnement, Lamine Ba
- Pêche et Transports maritimes, Omar Sarr
- Commerce, Khouraïchi Thiam
- Communication et Technologies de l'information, Mamadou Diop
- Plan, Samba Diouldé Thiam
- Jeunesse, Modou Diagne Fada
- Petite enfance, Awa Guèye Kébé
- Culture, Penda Mbow
- Sports et Loisirs, Joseph Ndong
- Tourisme, Ndiawar Touré
- Chargé de l'Union africaine, Amadou Sarr
- Chargé des Relations avec les institutions : Haoua Dia Thiam

Ministres Délégués
- Délégué chargé du Budget, Abdoulaye Diop
- Délégué chargé de la Formation professionnelle, de l'Alphabétisation et des Langues nationales, Bécaye Diop

## Sources
- Décret 2001-197 du 4 mars 2001 portant nomination des ministres
- Gouvernements du Sénégal de 1957 à 2007 (Site Équité et égalité de genre au Sénégal, laboratoire GENRE, université Cheikh-Anta-Diop, Dakar)